# 55383 Cheungkwokwing
55383 Cheungkwokwing este o planetă minoră (asteroid) din centura de asteroizi. A fost descoperită pe 25 septembrie 2001 la Observatorul Desert Eagle de William Kwong Yu Yeung și a fost numită după Leslie Cheung⁠(d). 
Obiectul prezintă o orbită caracterizată de o semiaxă mare de 2,9773037415291 UAi, o excentricitate de 0,08, o înclinație de 2,1 ° în raport cu ecliptica.